# Pühajõgi, Ösel
Pühajõgi är ett vattendrag i Estland.   Det ligger i landskapet Saaremaa (Ösel), i den västra delen av landet, 190 km sydväst om huvudstaden Tallinn.